# Alun
 Der er for få eller ingen kildehenvisninger i denne artikel, hvilket er et problem. Du kan hjælpe ved at angive troværdige kilder til de påstande, som fremføres i artiklen.

Alun er metalsaltet aluminiumsulfat Al2(SO4)3. Saltet er opløseligt i vand og har en sur-sød smag. pH i vandig opløsning er under 7.
Alun har været kendt siden oldtiden, hvor det blandt andet blev brugt til at standse mindre blødninger, hvad det stadig anvendes til.

## Anvendelse
Alun har mange anvendelser:
- Vandrensning
- Betonfremstilling (beskytter mod vand og accelererer tørringen)
- Farvning af og tryk på tekstiler
- Papirfremstilling
- Aftershave
- Deodorant
- Hårfjerner
- Adjuvant til vacciner mod Hepatitis A og B
- Konserveringsmiddel
- Brandhæmmer til tekstil, træ og papir
- Skumslukkere
- Modellervoks
- Udtørring af dræbersnegle
- Garvning af dyrhuder og skind
- Forebyggelse af snegle i akvarier[1]